# Wydział Nauk Historycznych Uniwersytetu Mikołaja Kopernika w Toruniu

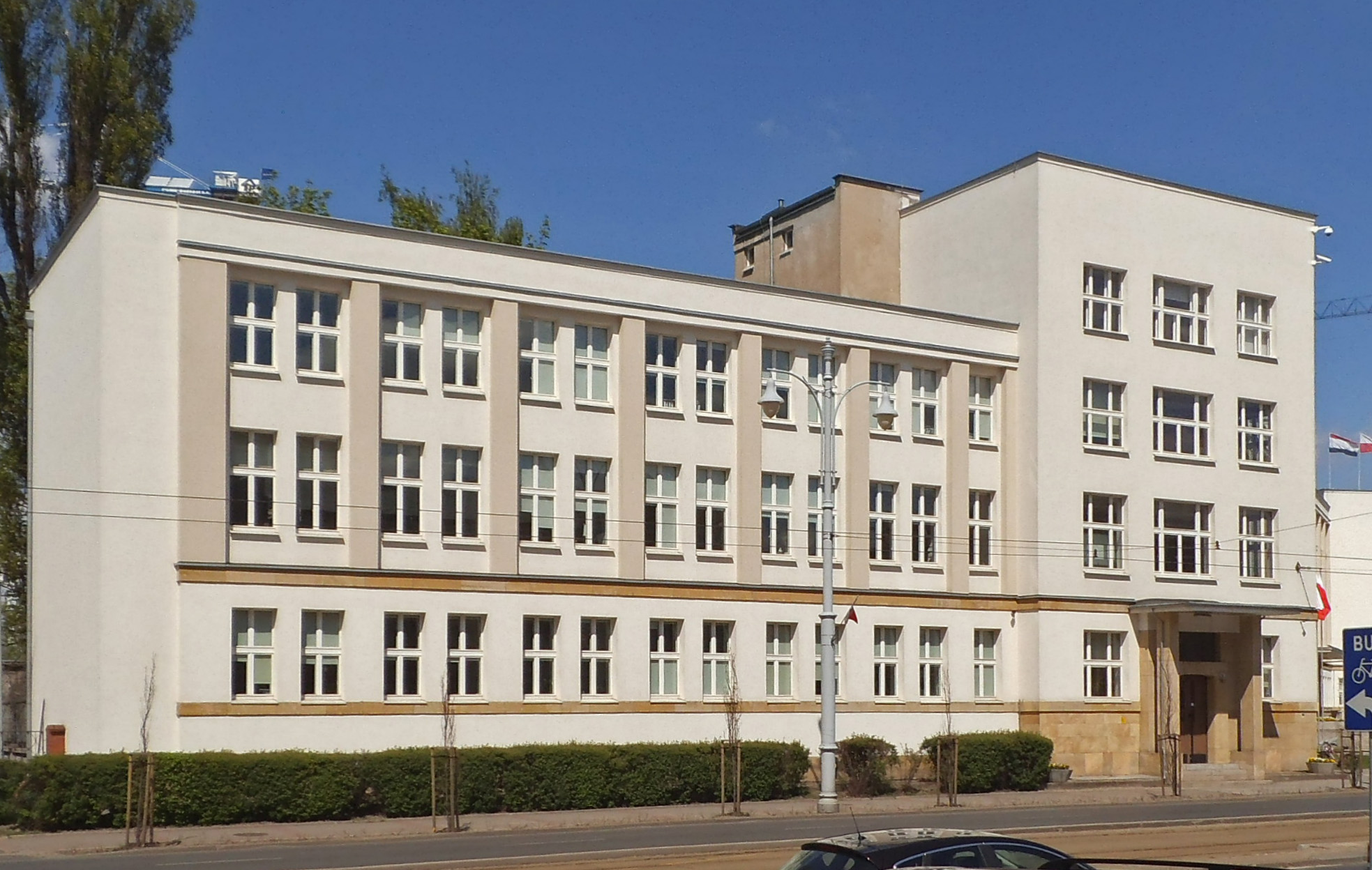
Zachodnie skrzydło Urzędu Marszałkowskiego - siedziba Wydziału w latach 1965 – 2009

Wydział Nauk Historycznych Uniwersytetu Mikołaja Kopernika w Toruniu – jeden z 16 wydziałów Uniwersytetu Mikołaja Kopernika w Toruniu. 

## Lokalizacja
Od 2011 roku siedziba wszystkich jednostek wydziału (poza Instytutem Archeologii) ulokowana jest w gmachu Collegium Humanisticum, projektu Stefana Kuryłowicza, znajdującym się w zachodniej części miasta, w dzielnicy Bielany, na terenie Miasteczka Akademickiego, przy ul. Władysława Bojarskiego 1.

## Historia
Jako samodzielna jednostka Wydział Nauk Historycznych został powołany do życia 1 września 1993 roku. Powstał on na bazie Instytutu Historii i Archiwistyki oraz Instytutu Archeologii i Etnologii, które wcześniej funkcjonowały w ramach Wydziału Humanistycznego. Wydział zaczął się rozwijać w szybkim tempie – w 1994 roku wydzielono Katedrę Bibliotekoznawstwa i Informacji Naukowej (od 2004 roku działającą jako Instytut Informacji Naukowej i Bibliologii), natomiast w 1997 roku utworzono samodzielny Zakład Historii Sztuki i Kultury. W 2000 roku utworzono Katedrę Stosunków Międzynarodowych, która w 2009 roku, po połączeniu z Katedrą Politologii (działającą dotychczas w ramach Wydziału Humanistycznego) utworzyła Wydział Politologii i Studiów Międzynarodowych. Ostatnią zmianą było utworzenie w 2003 roku Katedry Etnologii, która, po poszerzeniu działalności w 2007 roku przekształciła się w Katedrę Etnologii i Antropologii Kulturowej. W latach 2001–2008 wydział prowadził również misję zagraniczną przy Instytucie Historycznym Maxa Plancka w Getyndze. Od 2009 roku wydział posiada przedstawicielstwo przy Polskiej Misji Historycznej przy Uniwersytecie Juliusza Maksymiliana w Würzburgu. Pierwszym dziekanem Wydziału Nauk Historycznych został prof. dr hab. Janusz Małłek. Obecnie jednostką kieruje prof. dr hab. Stanisław Roszak.
Od 1 października 2019 w związku z reorganizacją Uniwersytetu na podstawie nowego statutu z Wydziału Nauk Historycznych zostały oddzielone Instytut Informacji Naukowej i Bibliologi, który stał się częścią Wydziału Filozofii i Nauk Społecznych (były Wydział Humanistyczny), Katedra Historii Sztuki przeszła na Wydział Sztuk Pięknych, a Katedra Etnologii i Antropologii Kulturowej na Wydział Humanistyczny (były Wydział Filologiczny).

## Poczet dziekanów
1. prof. dr hab. Janusz Małłek (1993-1999)
2. prof. dr hab. Andrzej Radzimiński (1999-2002)
3. prof. dr hab. Waldemar Rezmer (2002-2008)
4. prof. dr hab. Jacek Gzella (2008-2016)
5. prof. dr hab. Stanisław Roszak (2016–2024)
6. prof. dr hab. Waldemar Rozynkowski (od 2024)

## Kierunki kształcenia

### Studia stacjonarne I i II stopnia
- Archeologia
- Archiwistyka i zarządzanie dokumentacją
- Historia
- Studia skandynawsko - bałtyckie
- Wojskoznawstwo

### Studia podyplomowe
- Studia podyplomowe w zakresie infobrokerstwa i zarządzania informacją
- Studia podyplomowe w zakresie publikowania sieciowego
- Studia podyplomowe w zakresie archiwistyki i zarządzania dokumentacją
- Studia podyplomowe w zakresie kancelarii tajnej i ochrony informacji niejawnych

## Struktura organizacyjna

### Instytut Archeologii
Dyrektor: prof. dr hab. Wojciech Chudziak
- Katedra Archeologii Środowiskowej i Paleoekologii Człowieka
- Katedra Prahistorii
- Katedra Starożytności i Wczesnego Średniowiecza
- Katedra Średniowiecza i Czasów Nowożytnych
- Laboratorium Dokumentacji, Konserwacji i Gromadzenia Zabytków Archeologicznych
- Laboratorium Bioarcheologiczne
- Laboratorium Traseologii

### Instytut Historii i Archiwistyki
Dyrektor: prof. dr hab. Krzysztof Mikulski
- Katedra Archiwistyki i Zarządzania Dokumentacją
- Katedra Historii Nowożytnej i Krajów Niemieckich
- Katedra Historii Skandynawii i Europy Środkowo-Wschodniej
- Katedra Historii Starożytnej i Bizancjum
- Katedra Historii Średniowiecza i Nauk Pomocniczych Historii
- Katedra Historii XIX-XX Wieku i Historii Najnowszej
- Katedra Historii Wojskowej
- Katedra Metodologii, Dydaktyki i Historii Kultury
- Pracownia Atlasu Historycznego Miast
- Pracownia Słownika Historyczno-Geograficznego Prus Średniowiecznych

### Pozostałe jednostki
| Jednostka                                                                     | Kierownik                        |
| ----------------------------------------------------------------------------- | -------------------------------- |
| Centrum Mediewistyczne                                                        | prof. dr hab. Jarosław Wenta     |
| Centrum Dziedzictwa Kulinarnego                                               | dr hab. Jarosław Dumanowski      |
| Centrum Badań Kopernikańskich                                                 | prof. dr hab. Krzysztof Mikulski |
| Polska Misja Historyczna przy Uniwersytecie Juliusza Maksymiliana w Würzburgu | dr Renata Skowrońska             |

## Władze wydziału
W kadencji 2024–2028:
| Stanowisko                                                 | Imię i nazwisko                    |
| ---------------------------------------------------------- | ---------------------------------- |
| Dziekan                                                    | prof. dr hab. Waldemar Rozynkowski |
| Prodziekan ds. Nauki i Współpracy z Otoczeniem Zewnętrznym | dr hab. Inga Głuszek               |
| Prodziekan ds. Kształcenia i Spraw Studenckich             | dr hab. Marlena Jabłońska          |